# Éric Marty
Pour les articles homonymes, voir Marty.
Éric Marty, né le 3 janvier 1955 à Paris, est un écrivain, essayiste et professeur de littérature française contemporaine à l’université Paris Diderot-Paris 7. Il est l’éditeur des œuvres complètes de Roland Barthes.

## Biographie
Le premier engagement d'Éric Marty est politique. De 1970 à 1973, il milite dans l’organisation trotskiste Lutte ouvrière. Il fait allusion à cette expérience importante dans l’évocation de son amitié avec Roland Barthes (Roland Barthes, le métier d’écrire). Après des études au lycée Condorcet puis à l’université de Paris-VII, il est reçu à l’agrégation de lettres modernes en 1979.
En 1980, il enseigne à l’Institut français du Royaume-Uni, à Londres, la littérature française, la linguistique et la philosophie. Il rentre ensuite en France et soutient sa thèse de troisième cycle (en 1985) à la Sorbonne, sous la direction de Robert Mauzi.
En 1988, il intègre le CNRS comme chargé de recherche dans le laboratoire de l’Institut des textes et manuscrits modernes, où il travaille notamment à l’édition du Journal de Gide pour la Bibliothèque de la Pléiade (Gallimard), et sur la génétique des textes (œuvre de René Char) et textes théoriques de Roland Barthes.
En 1996, il soutient à Paris-IV sa thèse de doctorat d’État consacrée à l’édition du Journal de Gide sous la direction de Michel Raimond, Pierre Brunel étant président du jury.
En 1998, il est élu professeur de littérature contemporaine à l’université Paris-VII et intègre l’UFR STD (sciences des textes et des documents), aujourd’hui LAC (lettres, arts, cinéma), où il enseigne et où il dirige l’équipe Littérature au présent, devenue Pensée et création contemporaine (EA1819), composante du laboratoire Cérilac.
Il est, depuis 2013, membre senior de l’Institut universitaire de France.
Professeur émérite à L'Université Paris-Cité (ex Université Paris-Diderot Paris 7), il y a dirigé l'Axe Pensée et création contemporaines (PCC) jusqu'en 2022.[source secondaire nécessaire].
Dans Le Sexe des Modernes, Pensée du Neutre et théorie du genre, en 2021, Éric Marty revient sur la période des années 1960, « pendant laquelle la question sexuelle devient une question collective et sociale : les magazines ne cessent de parler de sexualité, masculine ou féminine. Les "modernes" — Jacques Lacan et Roland Barthes pour ne citer qu’eux — ont affaire à une société où le sexe est partout. Michel Foucault appelle cela "le dispositif de sexualité", au sein duquel le sexe est discuté par tous. Ces penseurs ont été confrontés à cette massification de la sexualité, à travers laquelle il est question de performance sexuelle, d’épanouissement individuel, et de relations entre hommes et femmes » uniquement. Lacan, Barthes, mais aussi Jacques Derrida ou Gilles Deleuze introduisent dans cette conception « massive et grégaire » de la sexualité la notion du « Neutre », « une pensée du dissensus, de la différence » qui fait directement référence au terme de « genre » utilisé depuis les années 1990,.
Éric Marty dirige les collections « Littera » et « Le marteau sans maître » aux éditions Manucius.
Au sujet du conflit israélo-palestinien, il s’engage en faveur de l’État hébreu, notamment par la parution de Bref séjour à Jérusalem, en 2003. 
En mai 2022, des militants LGBTIQ+ interrompent violemment une conférence donnée par Éric Marty à l'université de Genève, et l'accusent de transphobie. L'université, qui annonce sa volonté de porter plainte, revient ensuite sur sa décision,,. 

## Production littéraire
Parallèlement à ses activités critiques, Éric Marty mène un carrière d’écrivain, de romancier et de poète. Il a publié ce qu’il appelle lui-même des photofictions, dont Les Palmiers sauvages (2015, Confluences), L’invasion du désert (2017) et L’amnésie des derniers jours (2024), tous deux parues chez Manucius. Il a par ailleurs jusqu’à ce jour publié quatre romans : Sacrifice (1992), Le Cœur de la jeune Chinoise (2013), La Fille (2015) et Frédéric (2025), tous publiés aux éditions du Seuil. 

## Publications

### Livres
- L’Écriture du jour : le "Journal" d’André Gide, Paris, Le Seuil, 1985 — Grand prix de la critique
- René Char, Paris, Le Seuil, coll. « Les Contemporains », 1990 ; réédition, Paris, Le Seuil, coll. « Points-poche », 2006
- Sacrifice, Paris, Le Seuil, coll. « Fiction et Cie », 1992
- André Gide, Qui êtes-vous ?, Paris, La Manufacture, 1987 ; réédition, Paris, La Renaissance du Livre, 1998
- Louis Althusser : un sujet sans procès, Paris, Gallimard, coll. « L’Infini », 1999[28]
- Bref séjour à Jérusalem, Paris, Gallimard, coll. « L’Infini », 2003[29],[30]
- Lacan et la littérature (collectif), Paris, Manucius, 2005
- Jean Genet : Post-scriptum, Paris, Verdier, 2006
- Roland Barthes : le métier d’écrire, Paris, Le Seuil, 2006[31]
- Une querelle avec Alain Badiou, philosophe, Paris, Gallimard, coll. « L’infini », 2007[32]
- L’Engagement extatique : sur René Char suivi de Commentaire du fragment 178 des ’Feuillets d’Hypnos’, Manucius, coll. « Le Marteau sans maître », 2008[33]
- Roland Barthes : la littérature et le droit à la mort, Paris, Le Seuil, 2010[34]
- Pourquoi le XXe siècle a-t-il pris Sade au sérieux ?, Paris, Le Seuil, 2011[35],[36]
- Le Cœur de la jeune Chinoise, Paris, Le Seuil, 2013
- Les Palmiers sauvages, Bordeaux, Confluences, 2015
- La Fille, Paris, Le Seuil, 2015
- Sur Shoah de Claude Lanzmann, Paris, Manucius, 2016
- L’Invasion du dėsert, à partir de photographies de Jean-Jacques Gonzales, Manucius, 2017
- Oui/Dizer Entendu/Dire (poèmes), Brésil, Lumme editor, 2021
- Le Sexe des Modernes. Pensée du neutre et théorie du genre, Seuil, coll. « Fiction & Cie », 2021[37],[38]
- Entendu/dire, Genève, Furor, 2023  (ISBN 978-2-940601-17-2)[39]

### Éditions
- André Gide, Journal 1887-1925, Paris, Gallimard, coll. « Bibliothèque de la Pléiade », 1996
- Roland Barthes, Œuvres complètes, 5 vol., Paris, Le Seuil, 2002
- Isabelle Rimbaud, Rimbaud mourant, Manucius, 2009
- Album Roland Barthes, album du centenaire, Seuil, 2015 (traduction Italie, États-Unis)
- Roland Barthes, Le Neutre. Cours au Collège de France, 1978, Le Seuil, 2023[40]

### Créations radiophoniques
- Une scène dans la jeunesse de Faust (pour France Culture), 2002
- Arlequin entre le bien et le mal (pour France Culture), 2005